# Lucas Watzenrode
Lucas Watzenrode ou Watzelrode (en polonais : Łukasz Watzenrode ; en allemand : Lucas Watzenrode), dit « le Jeune » (en allemand : der Jüngere), né à Thorn (aujourd'hui, Toruń) le 30 octobre 1447, mort à Thorn le 29 mars 1512, est un prince-évêque de Warmie et le supérieur de son neveu, Nicolas Copernic.

## Biographie
La famille de Watzenrode ou Watzelrode est originaire de Weizenrodau (aujourd'hui, Pszenno) en Silésie. Lucas Watzenrode est le fils de Lucas Watzenrode l'Ancien. Il étudie à Cracovie, Cologne et Bologne. Après la mort de sa sœur Barbara et de son époux Mikołaj (Nicolas) Kopernik, vers 1483, il est le tuteur de leurs quatre enfants, Catherine, Barbara, André et Nicolas qui deviendra le célèbre astronome connu sous le nom de Nicolas Copernic.
L'évêché de Warmie, qui relevait de l'Ordre Teutonique, était passé, avec la seconde paix de Thorn, sous la protection du roi de Pologne. En vertu de ce traité, le roi de Pologne réclamait le droit de désigner l'évêque, mais le chapitre cathédral élit un nouvel évêque, Nicolaus von Tüngen, qui ne fut pas reconnu par le roi.
Après la guerre des Priest, le traité de Piotrków Trybunalski obligea le chapitre cathédral à trouver un accord avec le roi de Pologne.
À la mort de Nicolaus von Tüngen, en 1489, Lucas Watzenrode fut élu évêque par le chapitre cathédral et investi par le pape Innocent VIII, contre le vœu du roi de Pologne, Casimir IV, qui souhaitait qu'un de ses fils, Frédéric Jagellon, devienne évêque de Varmie.
Lucas Watzenrode résista et, après que Jean Ier ait succédé à Casimir IV, il obtint que l’évêché soit exempté de Riga.
Watzenrode entretint désormais des relations amicales avec Jean-Albert, puis Alexandre et Sigismond Ier, dont il fut à certains moments le conseiller privilégié, tout en collaborant avec l'Ordre Teutonique ; mais il savait lorsque cela était nécessaire défendre les intérêts de sa principauté.
Watzenrode fonda une école à Frombork et envisageait de créer une université à Elbing. Il se constitua une abondante bibliothèque et s’assura que tous les livres imprimés parviennent à l’évêché de Varmie. Protecteur des arts, il pensionna plusieurs peintres et sculpteurs en leur commandant des autels.
Son secrétaire, Paul Deusterwald, a laissé un récit détaillé de l'agonie du prince-évêque.

## Autres sources
- (en) Cet article est partiellement ou en totalité issu de l’article de Wikipédia en anglais intitulé « Lucas Watzenrode » (voir la liste des auteurs).